# Grégory Lassablière
 (décembre 2011).
Grégory Lassablière est un scénariste français né en 1972 à Saint-Étienne.

## Publications
Les Voies du Seigneur
- 1 Hastings 1066, Soleil Productions, Toulon,  (ISBN 978-2302005334), 25 mars 2009
Scénario : Grégory Lassablière, Fabrice David - Dessin : Jaime Calderon - Couleurs : Romain Lubière
- 2 Miles Cristi, Soleil Productions, Toulon,  (ISBN 978-2302009417), 10 février 2010
Scénario : Grégory Lassablière, Fabrice David - Dessin : Jaime Calderon - Couleurs : Romain Lubière
- 3 Le Procès 1307, Soleil Productions, Toulon, ISBN, 26 septembre 2011
Scénario : Grégory Lassablière, Fabrice David - Dessin : Jaime Calderon - Couleurs : Romain Lubière

Bravesland
- 1 Constant, Soleil Productions, Toulon,  (ISBN 978-2302008243), 28 octobre 2009
Scénario : Grégory Lassablière, Fabrice David - Dessin : Federico Ferniani - Couleurs : Delphine Rieu
- 2 Emily, Soleil Productions, Toulon, à paraître
Scénario : Grégory Lassablière, Fabrice David - Dessin : Federico Ferniani - Couleurs : Delphine Rieu

Carthage
- 1 Le souffle de Baal, Soleil Productions, Toulon,  (ISBN 978-2302011076), 23 juin 2010
Scénario : Grégory Lassablière, Fabrice David - Dessin : Mauro DeLuca - Couleurs : Romain Lubière
- 2 La flamme de Venus, Soleil Productions, Toulon,  (ISBN 978-2302018150), 26 octobre 2011
Scénario : Grégory Lassablière, Fabrice David - Dessin : Ana Luiza Koehler - Couleurs : Romain Lubière

Le Crépuscule de Tellure
- 1 Saliriandre, Soleil Productions, Toulon,  (ISBN 978-2302012882), 11 mars 2011
Scénario : Grégory Lassablière, Fabrice David - Dessin : Luca Malisan - Couleurs : Paolo Francescutto
- 2 Le duché de Richt, Soleil Productions, Toulon, à paraître
Scénario : Grégory Lassablière, Fabrice David - Dessin : Luca Malisan - Couleurs : Paolo Francescutto